# Cimișlia
Cimișlia est une ville située dans la partie sud de la République de Moldavie, dans la vallée de la rivière Kohylnyk, au sud de Hîncești, à 68 km de la capitale nationale Chișinău.
Cimișlia est le chef-lieu de la Région de développement du Sud de la République de Moldavie.

## Géographie
La ville de Cimișlia est située dans la partie sud de la République de Moldavie, dans la vallée de la rivière Cogâlnic à une distance de 68 km de la capitale Chisinau, au carrefour des routes républicaines: Chișinău - Bolgrad, Chișinău - Giurgiulești, Tiraspol - Leova, en se situant à une distance de 30 km de Comrat, 57 km de Căuşeni, 35 km de Hâncești, 28 km de Basarabeasca et 52 km de Leova .
La superficie urbaine de la ville est de 208,4 ha, la superficie administrative totale s'élevant à 14 612 ha, dont 8 413 ha de terres agricoles (vergers, vignobles, terres arables).

## Ressources naturelles
La zone de terrains de Cimişlia est assez grande étant de 11 920 ha grâce au fait que la ville comprend plusieurs villages. C'est aussi une des raisons que la plus grande partie des terrains sont de nature agricole (62,4%). Le fond aquatique de la ville est constitué par la rivière Cogâlnic, qui traverse la ville, et des étangs avec une superficie totale de 134,4 ha.